# Christian Bollini
Christian Bollini (ur. 15 sierpnia 1962 w La Ciotat) – sanmaryński narciarz alpejski. Wystąpił na Zimowych Igrzyskach Olimpijskich 1984 w Sarajewie.

## Wyniki olimpijskie
| Igrzyska      | Konkurencja   | Czas    | Wynik |
| ------------- | ------------- | ------- | ----- |
| Sarajewo 1984 | Slalom gigant | DNF     | NS    |
| Sarajewo 1984 | Slalom        | 2:40.04 | 43.   |